# 8e division d'infanterie (Pologne)
Pour les articles homonymes, voir 8e division.
La  8e Division d'Infanterie est une des divisions d'infanterie de l'armée polonaise durant la Guerre soviéto-polonaise et seconde Guerre mondiale.

## Organisation

### Commandants successifs

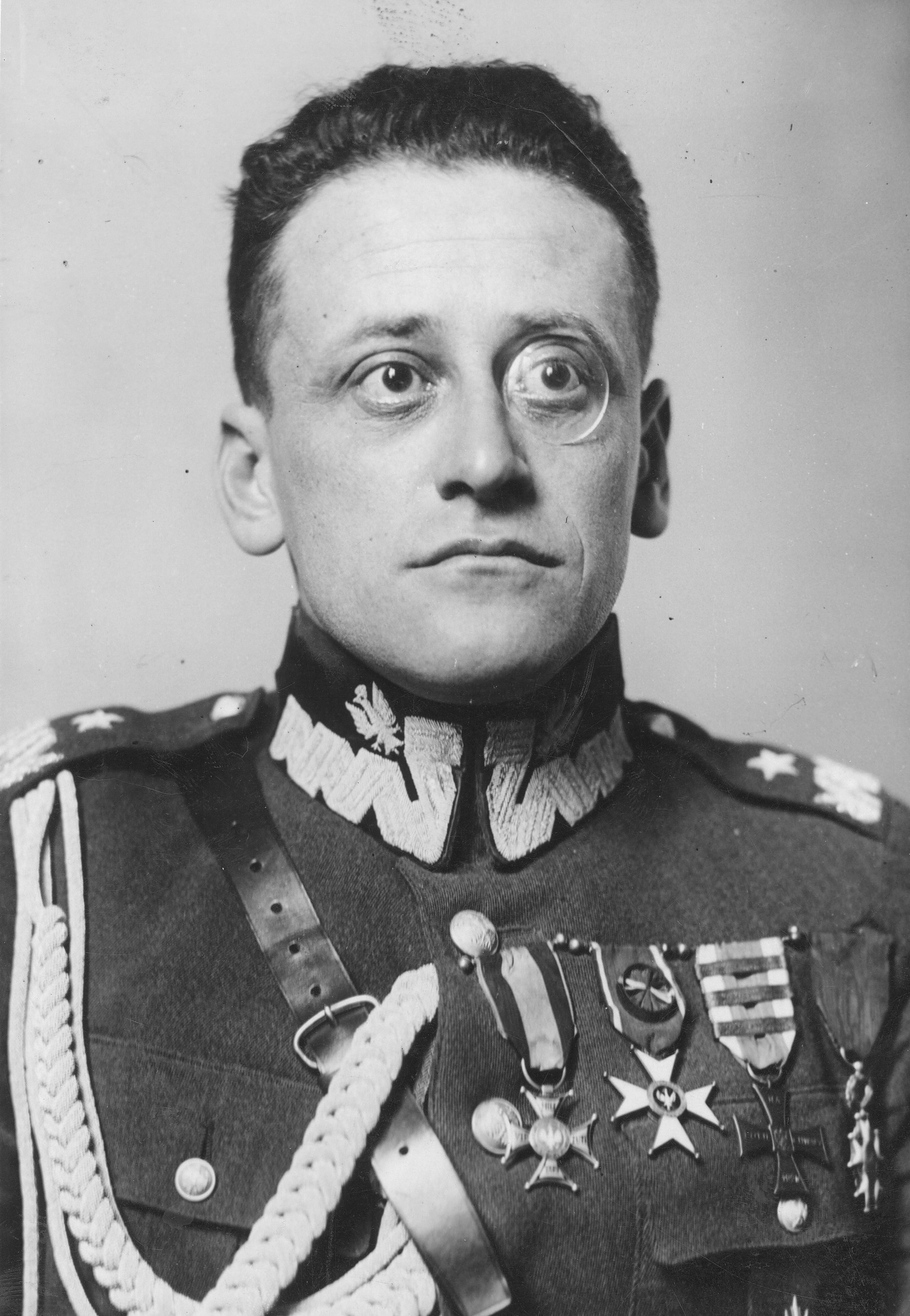
gen. bryg. Stanisław Burhardt-Bukacki

| Date                           | Grade                 | Commandant                   |
| ------------------------------ | --------------------- | ---------------------------- |
| 5 mai 1919 -                   | Generał podporucznik  | Stanisław Suryn              |
| - 1er août 1919                | Generał ppor.         | Tadeusz Bylewski             |
| 1er août – novembre 1919       | Generał ppor.         | Stefan Mokrzecki             |
| 1919 – 25 février 1920         | Generał ppor.         | Józef Lasocki                |
| 7 mars – juin 1920             | Generał ppor.         | Józef Czikel                 |
| 7 juin 1920 – 31 décembre 1925 | Generał brygady       | Stanisław Burhardt-Bukacki   |
| 9 août 1926 – 15 mai 1928      | Generał brygady       | Henryk Karol Korab-Bobkowski |
| 15 mai 1928 -                  | Generał brygady       | Antoni Szylling              |
| mai 1937 – janvier 1938        | pułkownik dyplomowany | Wincenty Kowalski            |
| 1938 – 1939                    | pułkownik dypl.       | Teodor Furgalski             |

## Composition

### Composition 1920
- Dowództwo 8 Dywizji Piechoty
- XV Brygada Piechoty
- XVI Brygada Piechoty
- VIII Brygada Artylerii

### Composition 1939
- le commandement 8 Dywizji Piechoty
- 13e régiment d'infanterie (13 Pułk Piechoty)
- 21e régiment d'infanterie "Enfant de Varsovie" (21 Pułk Piechoty „Dzieci Warszawy”)
- 32e régiment d'infanterie  (32 Pułk Piechoty)
- 8 Płocki Pułk Artylerii Lekkiej im. Króla Bolesława Krzywoustego
- 8 Dywizjon Artylerii Ciężkiej
- 8 Batalion Saperów
- Bateria Artylerii Przeciwlotniczej Motorowa Typ A Nr 8
- 89 bateria przeciwlotnicza (typ B)
- Samodzielna Kompania Karabinów Maszynowych i Broni Towarzyszącej Nr 63
- Kompania Kolarzy Nr 11
- Kompania Przeciwpancerna Nr 63
- Kompania Telefoniczna 8 DP
- Pluton Łączności Kwatery Głównej 8 DP
- Pluton Radio 8 DP
- Drużyna Parku Łączności 8 DP
- Szwadron Kawalerii Dywizyjnej Nr 8
- Samodzielna Kompania Karabinów Maszynowych i Broni Towarzyszącej Nr 11
- Park Intendentury Nr 101
- Pluton Parkowy Uzbrojenia Nr 101

## Théâtres d'opérations
- septembre 1919 - mars 1921: Guerre soviéto-polonaise
- 1er septembre au 28 septembre 1939 : Campagne de Pologne